# Marquesado de la Puerta
El marquesado de La Puerta es un título nobiliario español creado el 3 de noviembre de 1819 junto al condado de Cartagena, con el vizcondado previo de Vigo, por el rey Fernando VII de España a favor del teniente general Pablo Morillo y Morillo, jefe de los ejércitos de Tierra Firme, en reconocimiento a su victoria en la Toma de Cartagena de Indias y la Batalla de la Puerta.

## Marqueses de La Puerta y condes de Cartagena
|                           | Titular                   | Periodo                   |
| Creación por Fernando VII | Creación por Fernando VII | Creación por Fernando VII |
| ------------------------- | ------------------------- | ------------------------- |
| I                         | Pablo Morillo y Morillo   | 1819-1837                 |
| II                        | Pablo Morillo y Villar    | 1837-1884                 |
| III                       | Pablo Morillo y Pérez     | 1884-1891                 |
| IV                        | Aníbal Morillo y Pérez    | 1891-1929                 |

## Historia de los marqueses de La Puerta y condes de Cartagena
- Pablo Morillo y Morillo. Fuentesecas (Zamora), 5.V.1775 - Baréges (Francia), 27.VII.1837. I Marqués de La Puerta y I Conde de Cartagena. Casó con María Josefa de Villar. Le sucedió su hijo.
- Pablo Morillo y Villar (1823-1884). II Marqués de La Puerta y II Conde de Cartagena. Casó con María de las Mercedes Pérez y García de la Prada. Le sucedió su hijo.
- Pablo Morillo y Pérez (1861-1891). III Marqués de La Puerta y III Conde de Cartagena. Falleció sin sucesión, los títulos pasaron a su hermano Aníbal.
- Aníbal Morillo y Pérez del Villar. Madrid, 23.III.1865 - Lausana (Suiza), 25.IX.1929. IV Marqués de La Puerta y IV Conde de Cartagena. Diplomático y filántropo. Falleció sin sucesores legítimos.